# Margaret Kelley
Margaret Kelley (* 27. April 1954 in Los Angeles, USA) ist eine amerikanische Malerin und Künstlerin, deren Malerei eine Fusion des Abstrakten Expressionismus ihrer Heimat mit dem europäischen Informel darstellt.

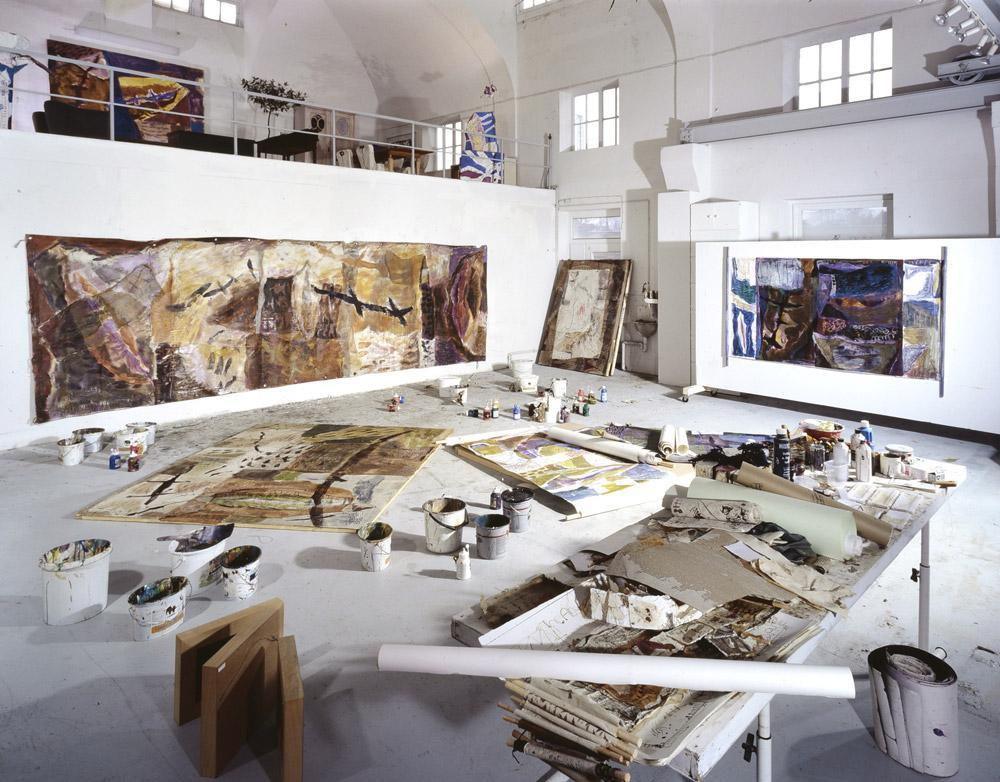
Studio Margaret Kelley

## Leben
1978 absolvierte sie das Bachelor of Fine Arts mit Auszeichnung mit dem Nebenfach Germanistik an der California State University, Long Beach, Kalifornien.
1979 setzte sie ihr Studium an der Münchener Akademie der bildenden Künste im Rahmen eines akademischen Stipendiums der Rotary Graduate Fellowship fort.
Zurück in den USA absolvierte sie 1985 an der California State University unter dem Tutorium des renommierten Professors John Lincoln ihr Master of Fine Arts. Anschließend fand die erste große Einzelausstellung „Journey“ in Long Beach statt. In dem 8 Meter großen Bild, welches sich über die Ecken des Raumes erstreckte, setzte sich Kelley mit dem Begriff der Wahrheit, beeinflusst von den Arbeiten der Künstlergruppe Spur und von dem Philosophen Henri Bergson auseinander.
1987 erregte Kelley in Los Angeles Aufsehen mit einem monumentalen 100 Meter langen Auftragswerk, an dem sie monatelang arbeitete. Das Bild „Out of the Shadow into the Light of L.A.“ ist eine Auseinandersetzung mit der europäischen Idee der schicksalhaften Vorherbestimmtheit, im Gegensatz zum amerikanischen Glauben an die Selbstbestimmtheit des Individuums. In der Folge dieses Projekts zeigte die renommierte Shoshana Wayne Gallery, Los Angeles, eine Einzelausstellung mit den Werken Kelleys.
Von 1987 bis 1994 arbeitete Kelley in einem Loft in Downtown Los Angeles und hatte in dieser Zeit regelmäßig Ausstellungen in Europa, unter anderem in der Kunsthalle Wilhelmshaven, der Gesellschaft für aktuelle Kunst – GAK, Bremen, und der Städtischen Galerie München.
Neben diversen Ausstellungen in Los Angeles, unter anderem in der Municipal Art Gallery, Barnsdall Park, Los Angeles, hatte Margaret Kelley 1999 eine Gastprofessur an der California State University, Long Beach, Kalifornien.
1991 erhielt Margaret Kelley ein Stipendium in Deutschland für das Atelierhaus Worpswede, wo sie mit dem ersten Zyklus der Werkgruppe „A Leap of Faith“ eine Arbeit begann, dessen Thema sie 20 Jahre lang beschäftigen würde.
Nach dem Stipendium in Worpswede kehrte Kelley für einige Jahre in ihre Loft in L.A. zurück, um 1994 nach Deutschland zurückzukehren und sich in Bremen in einem stillgelegten Pumpwerk aus der Zeit des Jugendstil ihr Atelier einzurichten.
1997 hatte sie einen Gastaufenthalt im Bellagio Center der Rockefeller Foundation, Bellagio, Italien, wo ein Zyklus von Monotypien entstand.
2005 war sie Artist-in-Residence der Stiftung Casa Zia Lina auf Elba in Italien.
Margaret Kelley lebt und arbeitet heute in Bremen und Worpswede.

## Werke in Sammlungen
- Sammlung Homart Development Company, Los Angeles, Kalifornien
- Sammlung Tousche Ross Company, Century City, Kalifornien
- Sammlung Adriana Redevelopment Company, München
- Sammlung Deloitte & Touche, Los Angeles
- Sammlung der Kreissparkasse, Osterholz
- Sammlung der Niedersächsischen Sparkassenstiftung
- Sammlung des Willy-Brandt-Hauses, Berlin[5]

## Einzelausstellungen (Auswahl)
- 1985, Gallery B, Long Beach, Kalifornien, USA
- 1986, Shoshana Wayne Gallery, Los Angeles, Kalifornien, USA
- 1987, Gallery Werkstatt im Kunstblock, München
- 1988, Shoshana Wayne Gallery, Santa Monica, Kalifornien, USA
- 1989, Gallery Ipomal, Landgraf, Holland
- 1990, GalleryX, München
- 1991, Gesellschaft für Aktuelle Kunst – GAK, Bremen
- 1993, Städtische Galerie, Wilhelmshaven, Katalog
- 1993, Meppener Kunstkreis, Katalog
- 1995, Galerie Hübner-Nising
- 1995, Galerie X, München, Katalog
- 1996, Worpsweder Kunsthalle Friedrich Netzel, Worpswede, Broschüre
- 1996, Galerie Anais, München
- 1997, Amerika Haus, München, Broschüre
- 1997, Paläontologisches Museum, München, Broschüre
- 1997, Städtische Galerie, Vilshofen, Broschüre
- 1997, „Open Art Festival“, Gallery X, München, Broschüre
- 1998, Galerie Klaus Braun, Stuttgart
- 2000, Galerie X, München, München, Broschüre
- 2000, Galerie im Forum Alte Werft, Papenburg
- 2001, Galerie im Körnerpark, Berlin
- 2001, Galerie X, München
- 2001, Hartmann und Noé Gallery, Berlin, Broschüre
- 2002, Galerie Hohmann, Hamburg
- 2002, „Open Art Festival“, Galerie Anais, München
- 2005, GIERIG Kunstprojekte, Baker & Mckenzie, Frankfurt, Katalog
- 2006, Galerie Anais, München
- 2006, Galerie Kreutzinger, Worpswede
- 2007, Galerie Keller, Mannheim
- 2007, Gallery Hart, Palm Desert, Kalifornien, USA
- 2007, Worpsweder Kunsthalle Friedrich Netzel, Germany, Catalogue
- 2008, Gallery Cohrs-Zirus, Worpswede, Broschüre
- 2010, Städtische Galerie, Königen Christinen Haus, Zeven

## Gruppenausstellungen (Auswahl)
- 1984, Wilhelm Morgner Haus, Soest
- 1987, Los Angeles Design Institute, Los Angeles, Kalifornien, USA
- 1987, Möbel als Kunstobjekt, Künstler Werkstatt, Städtische Galerie München, Katalog
- 1988, Downey Art Museum, Downey, Kalifornien, USA
- 1988, 2. Treuchtlinger Art Festival, Katalog
- 1988, Städtische Galerie Vigado, Budapest, Ungarn, Katalog
- 1989, Women’s Building, Los Angeles, Kalifornien, USA,
- 1989, Los Angeles Municipal Art Gallery, Barnsdall Park, Los Angeles, Kalifornien, USA, Katalog
- 1989, Kanagawa Perfectural Gallery, Kanagawa, Japan, Katalog (Printmaking)
- 1990, Haus der Kunst Museum, München, Katalog
- 1991, Städtische Galerie am Domhof, Zwickau
- 1992, „State of the Art 93“, Boston, Massachusetts, USA
- 1993, „Large Summer Exhibition“, Wasserburg/Inn, Katalog
- 1994, „The Large Exhibition Westfalia (NRW)“, Düsseldorf, Katalog
- 1994, „Herbst Salon“, Städtische Galerie Schloß Salder, Salzgitter, Germany, Katalog
- 1995, „Fünf ausgesuchte Künstler aus 30 Jahren Atelierhaus“, Altes Rathaus, Worpswede
- 1995, „Euroart“, European Artist Colonies, Brüssel, Belgien
- 1995, „Northwest Art“, 2. Preis, Printmaking, Städtische Galerie Wilhelmshaven, Germany
- 1999, „Das Weserufer 1800–2000“, Städtische Galerie Wilhelmshaven, Minden Museum, Museum Nordenham, Katalog
- 1999, „Worpswede Heute“, Worpsweder Kunsthalle Friedrich Netzel, Worpswede
- 1999, „Sammlung der Sparkasse“, Osterholz-Scharmbeck
- 2000, „Sehnsucht nach Landschaft“, Worpsweder Kunsthalle Friedrich Netzel, Worpswede, Katalog
- 2001, Gallery Hart, Carmel, Kalifornien, USA
- 2001, „Malerinnen Gestern und Heute“, Kunststiftung Friedrich Netzel, Worpswede
- 2002, „Herbstsalon“, Städtische Galerie Museum Schloss Salder, Salzgitter, Katalog
- 2002, „Zwanzig Jahre Galerie Anais“ (Ausgewählte Künstler), Galerie Anais, München
- 2003, „Eva and the Serpent“, Kunstverein Bad Salzdetfurth, Katalog
- 2006, „Zeitgenössische Künstler aus Korpswede“, Kultur Forum Museum Langenfeld
- 2006, „Drei zeitgenössische Künstler aus Worpswede“, Galerie Kreuztinger, Worpswede
- 2007, Frauenmuseum Bonn, Bonn
- 2008, Galerie Hockenheim, Hockenheim
- 2014, Galerie im Barn, Lohrhaupten, Spessart[5]

## Ausstellungskataloge
- „Journey, Margaret Kelley“, 1985, University Press
- „Möbel als Kunstobjekt“, 1987, Universitätsdruckerei und Verlag
- „The California Art Review“, 1989, Lez Krantz, American References, Onc.
- „Kunst 90“, Haus der Kunst München, 1990,
- „2. Treuchtlinger Kunsttage“, 1991
- „A Collection of Fine Art“, 1991, Hyatt Regency, Scottsdale Arizona
- „Große Sommerausstellung“, 1992, Arbeitskreis 68
- „Große Kunstausstellung NRW Düsseldorf, 1994“, Verein zur Veranstaltung von Kunstausstellungen e. V. Düsseldorf
- „Book as Art VII, 1994, The National Museum of Women in the Arts“, Washington, D.C.
- „Margaret Kelley The Burden and the Leap-die Abschiedsbriefe“, 1995, Galerie X, München
- „Auswahl von den Bildern 1995–1996 von M. Kelley aus dem Zyklus A Leap of Faith, Solomon’s Song“, 1996, Worpsweder Kunsthalle Friedrich Netzel
- „Open Art“, München, 1997, Initiative von Münchner Galerien zeitgenössischer Kunst
- „Margaret Kelley, Bilder aus dem Zyklus A Leap of Faith“, 1997, Amerika Haus München
- „Margot’s Song Neue Bilder aus dem Zyklus A Leap of Faith“, 1997, Stadtgalerie Vilshofen
- „Margaret Kelley Leben und Vergehen -The River and its Shore“, 1997, Paläontologisches Museum München
- „Open Art München“, 1998, Initiative von Münchner Galerien zeitgenössischer Kunst
- „Unter den Großen Himmels“, Donata Holz, 1999, Kreissparkasse Osterholz
- „Sehnsucht nach Landschaft“, 2000, Arbeitsgemeinschaft Worpsweder Kultureinrichtungen
- „Margaret Kelley A Leap of Faith: die Fortsetzung“, 2000, Galerie X, München
- „M. Kelley, The Burden + the Leap-die Abschiedsbriefe“, 2001, Galerie Hartmann + Noe, Berlin
- „Salon Salzgitter 2001“, Salzgitter, Neues aus Niedersächsischen Ateliers, Städtische Kunstsammlungen Salzgitter
- „Eva und die Schlange“, 2002, Kunstverein Bad Salsdetfurth e. V.
- „M. Kelley, Malerei aus 2004“, 2005, GIERIG-kunstprojekte, Frankfurt
- „Worpswede Aktuell“, 2005, Agenda Gruppe, „Kunst und Kultur“ der Gemeinde Worpswede
- „Salon Salzgitter“, 2006, Neues aus Niedersächsischen Ateliers, Städtische Kunstsammlungen-Salzgitter
- „17. Kunstmesse im Frauenmuseum“, 2007, Verlag Frauenmuseum
- „Paula, Grosse Hommage a Paula Modersohn-Becker“, 2007, Verlag Frauenmuseum
- „Auswahl der Klappbilder aus dem Zyklus A Leap of Faith“, 2007, Kunsthalle Netzel, Worpswede
- „Margaret Kelley, No More Than a Void“, 2008, Galerie Cohrs-Zirus, Worpswede[5]